# Lista episoadelor din O nouă viață
Aceasta este o lista de episoade a telenovelei muzicale O nouă viață. Serialul a fost difuzat pentru prima oară în perioada 2 februarie 2014 - 17 aprilie 2014. Creat de Ruxandra Ion, telenovela continuă poveștile din Pariu cu viața, avându-i în plin plan pe Anca Anghel (Cristina Ciobănașu), Ioana Anghel (Alina Eremia), Vlad Stănescu (Vlad Gherman) și Andrei Popa (Dorian Popa).

## Privire de ansamblu
| Sezon | Sezon | Episod | Premiera         | Premiera        |
| Sezon | Sezon | Episod | Premieră sezon   | Final sezon     |
| ----- | ----- | ------ | ---------------- | --------------- |
|       | 1     | 45     | 2 februarie 2014 | 17 aprilie 2014 |

În august 2013 Acasă TV a anunțat ca trupa fenomen Lala Band a început pregătirile pentru un nou proiect . În decembrie 2013 a fost dezvăluit numele noului serial, O nouă viață. Până la acest moment se știa doar că este vorba despre un spin-off al serialului de succes Pariu cu viața.
| # | # sezon | Titlu         | Regizat de               | Scris de                 | Premieră România  | Premieră internațională |
| --- | ------- | ------------- | ------------------------ | ------------------------ | ----------------- | ----------------------- |
| 1 | 1       | „Episodul 1”  | Alex Fotea Mihai Brătilă | Radu Grigore Alex Molico | 2 februarie 2014  | 10 februarie 2014       |
| Ioana se întoarce de la un master făcut la Paris. Ajunsă acasă descoperă ca sora ei, Anca suferă de amnezie retrogradă, în urma unui accident de motocicletă și nu își amintește nimic de ea. Decide să plece de acasă, astfel mutându-se la Andrei. Vlad, fostul iubit al Ancăi, lucrează la un depozit de la periferie, după ce simțindu-se vinovat de accident a decis sa își lase în trecut prietenii, implicit și pe Anca. Ajunge sa cânte în centrul vechi pe strada alături de David. Întâmplarea face ca în același loc să se afle și Anca. Aceasta rămâne profund impresionată de băiatul misterios cu chitara. Filip îl ține captiv pe Sandu Anghel în subsolul casei sale părintești. Ioana îl cunoaște pe Filip într-un bar de noapte. Melodii: Vlad Gherman - "Only Lie" |         |               |                          |                          |                   |                         |
| 2 | 2       | „Episodul 2”  | Alex Fotea Mihai Brătilă | Radu Grigore Alex Molico | 3 februarie 2014  | 11 februarie 2014       |
| Ioana semnează un contract cu Amalia Barbu, cea din urma devenind impresara ei. Anca incearcă să afle cât mai multe despre trecutul ei și ce s-a întâmplat cu tatăl ei. În același timp continua să meargă seara în centrul vechi pentru al vedea cântând pe celc ei s-a prezentat "un băiat". Tănțica îl cunoaște pe Nae, patronul depozitului unde lucrează Vlad. Amalia alege cafeneaua Marei Anghel pentru promovarea noii sale trupe. Toată lumea are un șoc când află ca din această trupă fac parte Ioana, Sara, Dana, Sorana și Sandra și se numește Lala Band. Melodii: Alina Eremia & Dorian Popa - "This Is Love" |         |               |                          |                          |                   |                         |
| 3 | 3       | „Episodul 3”  | Alex Fotea Mihai Brătilă | Radu Grigore Alex Molico | 4 februarie 2014  | 12 februarie 2014       |
| Andrei face tot posibilul să recupereze numele trupei, dar fără succes. Cu acest scop reușește chiar săî l găsească pe Vlad. Ioana se ceartă cu Andrei și decide să se mute de acasă. Filip îi devine avocat. Anca începe sa afle din "secretele" familiei, printre care că ea și "un băiat" se cunosc demult, că au făcut parte din aceeași trupa. Melodii: Vlad Gherman - "What About Love"; Criss - "Hush Hush" |         |               |                          |                          |                   |                         |
| 4 | 4       | „Episodul 4”  | Alex Fotea Mihai Brătilă | Radu Grigore Alex Molico | 5 februarie 2014  | 13 februarie 2014       |
| Anca reîncepe să meargă la școala, din nou dupa accident, unde îl cunoaște pe Edi. Ioana se mută cu chirie în apartamentul din studenție al lui Filip. Traian îi convinge pe foștii membri "Lala Band" să formeze fundația "Lala Nation" destinată copiilor bolnavi de cancer. Vlad continuă să cânte în centul vechi alături de David, iar Anca vine să îi vadă. Melodii: Dima Trofim feat. Alexia Talavutis - Ce vrei?: Vlad Gherman - Wicked Game |         |               |                          |                          |                   |                         |
| 5 | 5       | „Episodul 5”  | Alex Fotea Mihai Brătilă | Radu Grigore Alex Molico | 6 februarie 2014  | 17 februarie 2014       |
| 6 | 6       | „Episodul 6”  | Alex Fotea Mihai Brătilă | Radu Grigore Alex Molico | 10 februarie 2014 | 18 februarie 2014       |
| 7 | 7       | „Episodul 7”  | Alex Fotea Mihai Brătilă | Radu Grigore Alex Molico | 11 februarie 2014 | 19 februarie 2014       |
| 8 | 8       | „Episodul 8”  | Alex Fotea Mihai Brătilă | Radu Grigore Alex Molico | 12 februarie 2014 | 20 februarie 2014       |
| 9 | 9       | „Episodul9”   | Alex Fotea Mihai Brătilă | Radu Grigore Alex Molico | 13 februarie 2014 | 24 februarie 2014       |
| 10 | 10      | „Episodul 10” | Alex Fotea Mihai Brătilă | Radu Grigore Alex Molico | 17 februarie 2014 | 25 februarie 2014       |
| 11 | 11      | „Episodul 11” | Alex Fotea Mihai Brătilă | Radu Grigore Alex Molico | 18 februarie 2014 | 26 februarie 2014       |